# KSV Baunatal
KSV Baunatal is een Duitse sportclub uit Baunatal, Hessen. De club heeft 28 afdelingen en is actief in 40 sporten, waaronder voetbal, tennis, hockey en ijsstokschieten.

## Geschiedenis
De naam van de huidige club ontstond op 13 april 1964 na een fusie tussen KSV Altenritte en KSV Altenbauna. Een gemeentelijke fusie was hieraan vooraf gegaan.  De geschiedenis van Altenritte gaat terug tot 1892 toen Turnverein Gut-Heil Altenritte opgericht werd. Deze turnvereniging begon in 1914 ook met een voetbalafdeling. In 1933 sloot arbeidersclub TV Altenritte zich bij de club aan nadat deze verboden werd door de NSDAP. De nieuwe naam werd VfL Altenritte. Na de Tweede Wereldoorlog werden alle Duitse clubs ontbonden, de club werd heropgericht als KSV Altenritte.
KSV Altenbauna werd in 1904 opgericht als Deutscher Turnverein Altenbauna en nam na de Eerste Wereldoorlog de naam Deutscher Turn- und Sportverein Altenbauna aan. In 1933 werd de naam TV Gut-Heil Altenbauna en in 1945 KSV Altenbauna.
Na de fusie in 1964 fuseerde de club opnieuw in 1970, met SV Baunatal. Deze club werd in 1921 opgericht als Turn- und Sportverein Kirchbauna en werd in 1933 verboden. Na de oorlog werd ze heropgericht als Freier SV Kirchbauna. In 1955 werd de naam SpVgg Kirchbauna aangenomen, maar datzelfde jaar nog werd de naam gewijzigd in SV Baunatal.
Op sportief vlak ging de fusieclub er snel op vooruit. Vanaf 1970 speelde de club in de derde klasse, Oberliga Hessen en in 1976 promoveerde de club naar de 2. Bundesliga. Na twee seizoenen vechten tegen degradatie verloor de club de strijd in 1979. In de jaren tachtig eindigde de club meestal in de subtop maar kon geen nieuwe promotie afdwingen. In 1991 degradeerde de club naar de Landesliga en keerde na drie seizoenen terug naar de Oberliga die intussen de vierde klasse geworden was en in 2008 zelfs de vijfde klasse. In 2013 promoveerde de club naar de Regionalliga Südwest. De club eindigde op een degradatieplaats, maar door het faillissement van SSV Ulm 1846 en de terugtrekking van het tweede elftal van Eintracht Frankfurt konden ze in de Regionalliga blijven. In 2015 degradeerde de club dan toch. 

## Bekende (oud-)spelers
- Rudi Istenič